# Antoine Barbe
Pour les articles homonymes, voir Barbe (homonymie).
Antoine Barbe, ou Barbé, né vers 1505 à Anvers et mort dans sa ville natale le 2 décembre 1564 (une autre source mentionne un maître de chapelle actif vers 1573), est un compositeur de l'école franco-flamande, originaire des Pays-Bas méridionaux.

## Biographie
Barbe reçut sa formation à Anvers.  Il fut maître de musique de la maîtrise de la cathédrale Notre-Dame d'Anvers de 1527 à 1562.  Il y eut pour successeur Gerardus van Turnhout.  Après le décès de sa femme, il se fit prêtre, célébrant sa première messe en 1548 en même temps que son fils Jean Barbe ou Barbé, qui fut chapelain à Notre-Dame et qui mourut en 1572.  
En tant que maître de chapelle, il prit en charge la formation de Georges de la Hèle.  
Les descendants de Barbe jouaient un rôle d’importance dans la vie musicale de la ville d'Anvers.  Outre Jean, dont il vient d’être parlé, Antoine Barbe eut un fils, né à Anvers en 1548, qui portait le même prénom et qui mourut dans cette ville, le 10 février 1604, après avoir travaillé comme compositeur et organiste à l'ancienne église Sainte-Walburge d'Anvers,.  Son petit-fils Antoine Barbe, né à Anvers vers 1578 et mort le 15 mars 1626, devint organiste de l’église Saint-Jacques d'Anvers en 1596 et était également un professeur de musique ; sa seule œuvre connue est le traité Exemplaire des douze tons de la musique et de leur nature (Anvers, Phalèse, 1599).  Outre ces deux fils et le petit-fils, qui devinrent tous musiciens, il eut une fille nommée Jeanne, qui se maria avec le compositeur Séverin Cornet, et un fils naturel appelé Charles.

## Œuvre
Parmi les compositions d'Antoine Barbe, on trouve une Missa Vecy la danse de Barberie, basée sur une chanson de la fin du XVe siècle, et quelques motets et chansons. 
Dans le recueil intitulé Quatuor vocum musicæ modulationes numero XXVI ex optimis Auctoribus diligenter saltae prorsus novæ, atque typis hacienus non Excusæ, publié à Anvers en 1542 par Guillaume van Vissenaken, on trouve deux motets du compositeur.  Le quatrième livre de chansons à quatre parties, « auquel sont contènues XXXIV chansons nouvelles », publié à Anvers par Tielman Susato en 1544, contient aussi une chanson d'Antoine Barbe.
La seule chanson néerlandaise que l'on connaisse de lui, Och hoort toch ons bediet, est publiée dans Het ierste musijck boexken met vier partijen, ouvrage qui sortit des presses de Tielman Susato à Anvers en 1551.  Il s'agit d'une chanson d'adieu à quatre voix des ghilden, sorte de compagnons de la dive bouteille, à sec, qui regrettent de ne plus pouvoir boire du vin.  La composition se caractérise par son rythme musical remarquablement stable.

## Sources
- (nl) Bonda, Jan Willem.  De meerstemmige Nederlandse liederen van de 15e en 16e eeuw, Hilversum, Verloren, 1996  (ISBN 90-6550-545-8).
- (fr) Burbure (de), Léon.  Biographie nationale, 1er tome, Bruxelles, Académie royale des sciences, des lettres et des beaux-arts de Belgique / H. Thiry-van Buggenhoudt, 1866, p. 703-706.
- (fr) Fétis, François-Joseph.  Biographie universelle des musiciens et bibliographie générale de la musique, Paris, Firmin Didot, 1868, p. 241.
- (de) Musiklexikon, Sur la dynastie de compositeurs Barbe, informations dérivant du :
- (en) The New Grove Dictionary of Music and Musicians, Londres, 2001.